# MAS (катер)

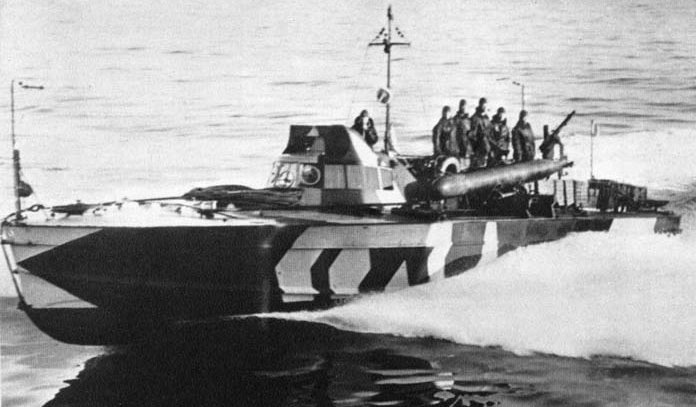
Камуфляж часів Другої світової. Катер MAS у Середземному морі

Торпедний моторний човен (італ. Motoscafo armato silurante, MAS) — клас швидких торпедних катерів, які використовували у Regia Marina (Королівські ВМС Італії) під час Першої та Другої світових воєн. Спочатку, «MAS» відносили до motobarca armata SVAN («озброєний катер SVAN»), де SVAN було абревіатурою від Società Veneziana Automobili Navali («Морське автомобільне товариство Венеції»).
Загалом MAS являли собою моторні човни водотоннажністю 20—30 тонн (залежно від класу), з екіпажем 10 осіб та озброєних двома торпедами, кулеметами та інколи легкою гарматою.
Термін «MAS» є акронімом від  Mezzi d'Assalto, («штурмові засоби») у назві підрозділу Flottiglia MAS («флотилія штурмових засобів»), найвідомішою з яких була Decima MAS часів Другої світової.

## Перша світова війна

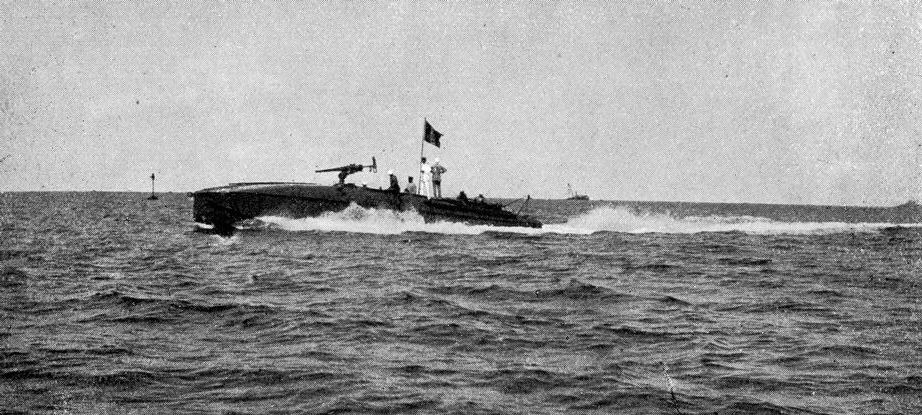
Перші MAS, зі статті опублікованої у журналі в січні 1917

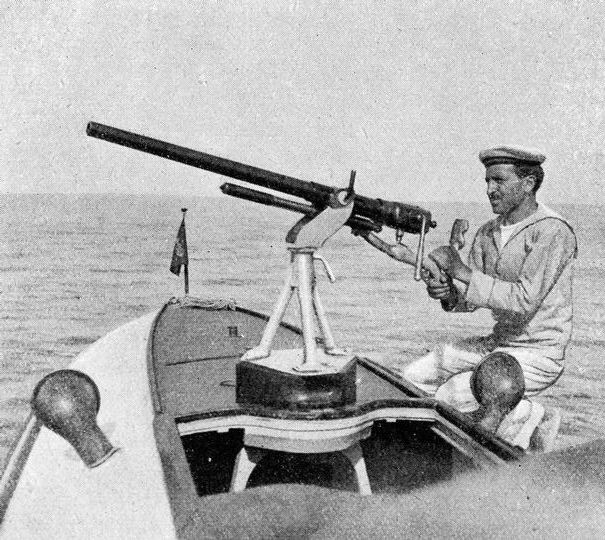
Італійський матрос за швидкострільною гарматою, 1-pounder (37 мм) Hotchkiss, на MAS, 1917

MAS широко використовували у Regia Marina під час Першої світової війни у 1915–1918. Катери були переробленими цивільними човнами, з бензиновими двигунами які були компактними та надійними (характеристики, які не були загальними на той час). Їх використовували не лише для боротьби з субмаринами, але й для атак основних сил ВМС Австро-Угорщини.
Значних успіхів вони досягли у грудні 1917, коли катери MAS змогли потопити пре-дредноут SMS Wien у гавані Трієсту. Найбільшого успіху італійські MAS досягли після потоплення австро-угорського лінкора «Сент Іштван» у Пулі 10 червня 1918 під командуванням Луїджі Ріццо. Катери MAS були використані у другій битві за Дураццо у жовтні 1918 р.
Австрійський флот залишався на якірній стоянці у гавані Пола (зараз Пула в Хорватії), захищені кількома рядами бонів, невразливі для катерів MAS. Тому було розроблено спеціальну версію, гусеничний моторний човен класу Grillo або Barchino Saltatore («стрибаючі човни»). Катери мали пару шипованих гусениць, які повинні були допомогти перебиратися через бони. Катери мали електричні мотори для тихого пересування і були озброєні двома торпедами. Було побудовано чотири одиниці; перші два були покинуті коли вони через слабкі двигуни не змогли здолати бони у Полі до світанку, а під час другої операції катери були помічені через шум який вони утворили при спробі здолати бони та були обстріляні з гармат.

## Міжвоєнний період та громадянська війна в Іспанії
У 1926 чотири катери MAS були побудовані на замовлення Королівські ВМС Албанії. Вони отримали назву Tirana, Saranda, Durres та Vlorë. Під час італійського вторгнення в Албанію їх захопили і передали до італійських ВМС. Всі вони вижили у Другій світовій війні та в 1945 р. були повернуті Албанії.
Чотири одиниці були передані флоту Націоналістів під час громадянської війни в Іспанії в 1938: Sicilia (LT-18), колишній MAS 100; Nápoles (LT-19), колишній MAS 223; Cándido Pérez (LT-16), колишній MAS 435 та Javier Quiroga (LT-17), колишній MAS 436.

## Друга світова війна
Італійські MAS продовжили покращувати після закінчення Першої світової війни, завдяки доступним двигунам Isotta Fraschini. Катери MAS часів Другої світової війни мали максимальну швидкість 45 вузлів, два 450 мм торпедні апарати та один зенітний кулемет. В 1940 р. існувало 48 одиниць катерів класу MAS500. Застарілі одиниці використовували на другорядних ТВД, таких як Італійська Східна Африка.
Відомими діями MAS були торпедна атака британського крейсера класу С Capetown катером MAS 213 з 21-ї ескадри MAS яка діяла разом із флотилією Червоного моря поблизу Массауа, Еритрея; а також невдала атака на гавань Мальти у січні 1941 року, де було втрачено два катери. Один із них британці підняли і ввели у стрій як тендер та назвали XMAS. П'ять MAS затопили в Массауа першого тижня квітня 1941 року у рамках виконання частини плану з блокування гавані Массауа для захисту від наступу британців. MAS 204, 206, 210, 213 та 216 були затоплені у гавані; чотири катери потребували ремонту і їх неможливо було транспортувати з гавані.
24 липня 1941 року катер MAS 532 під командуванням Ернесто Форца торпедував і пошкодив транспорт Sydney Star, який входив до складу британського конвою GM 1. Пароплав спромігся дійти до Мальти за допомогою есмінця «Нестор».
13 серпня 1942 року поблизу півострова Бон у ході  операції «П'єдестал» MAS 554, 554 та 557 потопили три вантажних судна союзників загальним тоннажем 48 500 тонн. 29 серпня 1942 року менший катер типу MAS, MTSM, торпедував і вивів із ладу до кінця війни британський есмінець «Ерідж» поблизу Ель-Даба, Єгипет.

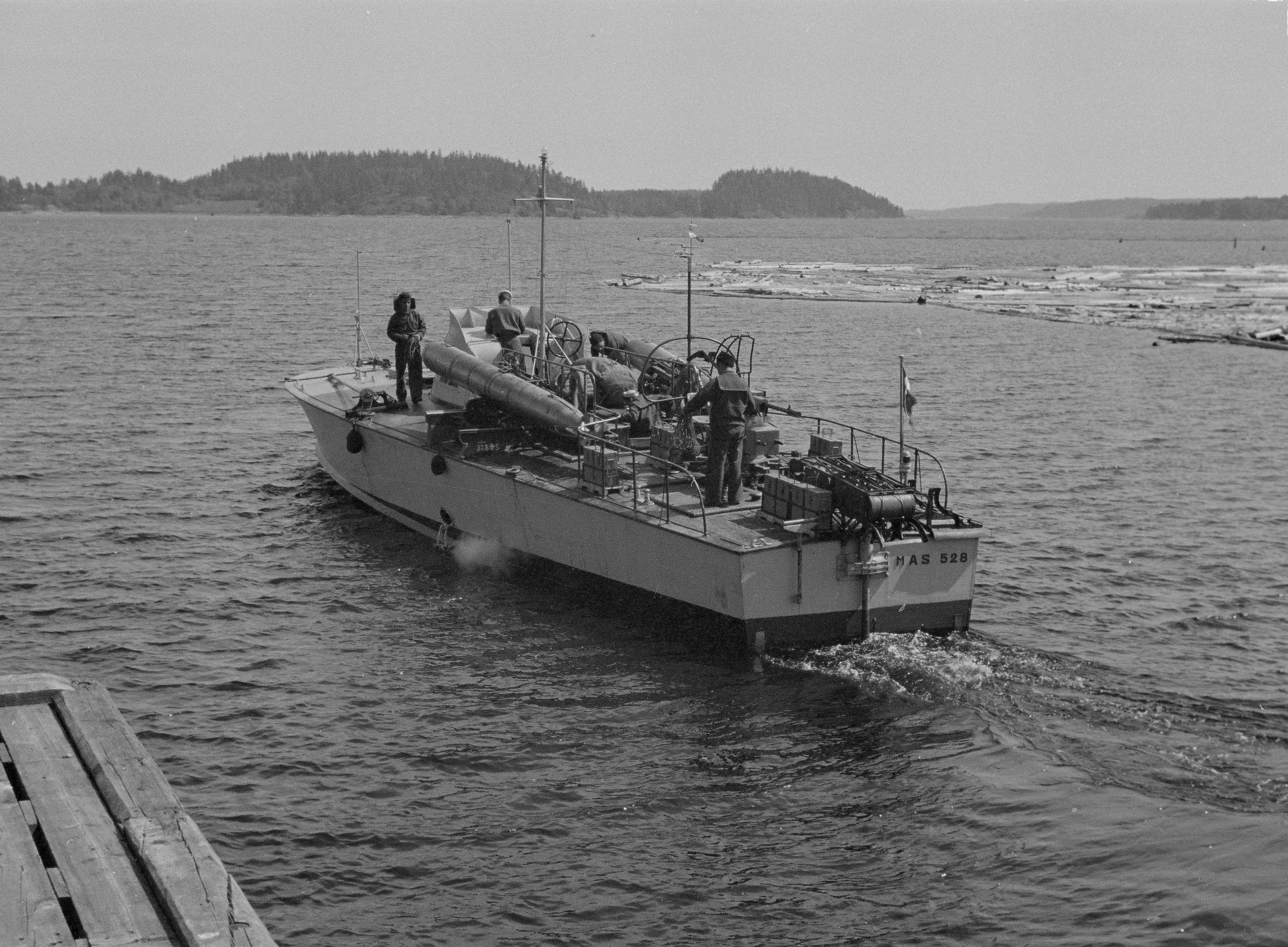
Італійський торпедний катер MAS 528 на Ладозькому озері червень 1942, під час блокади Ленінграду

Флотилія катерів MAS була у складі німецького флоту на Чорному морі коли планувалася атака на Севастополь у червні 1942 року. Ескадра MAS була атакована радянськими винищувачами-бомбардувальниками та торпедними катерами, але змогли вистояти. Вони потопили 5000-тонний пароплав «Абхазія» та зупинили 10000-тонний транспорт «Фабріціус», котрий пізніше потопили пікіруючі бомбардувальники Junkers Ju 87. Катери MAS знищили десантні баржі та пошкодили радянські бойові кораблі. Командир одного катера MAS загинув в бою. Один MAS було знищено, а три пошкоджено бомбардувальниками у вересні 1942 під час нальоту на Ялту. У ранні години 3 серпня 1942, три катери MAS торпедували та зупинили радянський крейсер Молотов на південному заході від Керчі.
У травні 1943 року сім катерів MAS на Чорному морі були переведені до Крігсмаріне. У серпні того ж року їх перевели до румунських ВМС. Ці сім катерів мали дерев'яні корпуси, кожний мав водотоннажність 25 тонн. Максимальна швидкість становила 42 вузли. Двигуни були бензиновими з двома гвинтами. Вони були озброєні одним важким 13-мм кулеметом або однією 20-мм зенітною гарматою, 6 глибинними бомбами та двома 350-мм торпедами.
Інша флотилія з чотирьох MAS, XII Squadriglia MAS, була розгорнута на Ладозькому озері у квітні 1942 року для участі у блокаді Ленінграду. Вони потопили канонерський човен класу Біра, 1300-тонний вантажний корабель та кілька барж.
Після капітуляції Італії катери MAS потопив німецький торпедний катер TA11 (колишній L'Iphigénie) у Піомбіно, 11 вересня 1943 року
Моральний знос малих катерів MAS став очевидним під час конфлікту і їх дедалі частіше почали заміняти більшими югославськими E-човнами, які будували у Німеччині, і новими покращеними версіями (класифікація «MS» — Moto Siluranti від Regia Marina).
Італійські ВМС розробили тип суден мисливців на субмарини. Вони мали назву vedetta anti sommergibile (протичовновий сторожовик) або «VAS», озброєний потужною протичовновою зброєю, незважаючи на свої малі розміри.

## Культурна спадщина
Італійський поет Габріеле д'Аннунціо, який перебував на борту MAS під час своїх пригод часів Першої світової війни, використав скорочення MAS у своєму латинському гаслі: Memento audere semper («пам'ятайте завжди, щоб наважитися»).

## Зразки які збереглися
- MAS 15 зберігається у військово-морському музеї Sacrario delle Bandiere який знаходиться у Вітторіано у Римі. У червні 1918 р. саме цей катер потопив Szent István.
- MAS 96 зберігається у Vittoriale degli italiani в Гардоне-Рив'єра на озері Гарда. У лютому 1918 р. цей катер разом із Габріелем д'Аннунціо взяв участь у рейді «Знущання в Бакарі».